# طلسم شیطان
طلسم شیطان فیلمی به کارگردانی محسن فرید و نویسندگی محسن فرید، سالار عشقی ساختهٔ سال ۱۳۳۵ است.

## بازیگران
- محسن فرید
- سیما
- تاج‌الملوک احمدی
- عزت اله مقبلی